# Abraham van Helsing
Abraham van Helsing is een personage uit de roman Dracula van de Ierse schrijver Bram Stoker.

## Verhaal
Van Helsing is in de roman een Amsterdamse arts en hoogleraar die tevens vampierkenner blijkt te zijn. Professor dokter Abraham van Helsing is de leermeester van dr. John Seward die, wanneer zijn vriendin Lucy ziek wordt, zijn hulp inroept. Van Helsing herkent Lucy’s ziekte meteen als het gevolg van een vampierbeet, maar houdt zijn constatering voor zich. Hij past bloedtransfusies toe en haalt speciale bloemen uit Haarlem, knoflook. Al zijn hulp mag echter niet baten, Lucy sterft. Wanneer zij echter een vampier geworden is, bekent hij eindelijk dat hij weet wat er gaande is. Hij schakelt Lucy uit samen met Seward, haar verloofde Arthur Holmwood, en nog een vriend van haar genaamd Quincey Morris. Daarna legt hij uit dat er dus ook een veroorzaker moet zijn, en via Jonathan Harker komen ze op het spoor van Dracula.
Met alle kennis van vampiers die professor Van Helsing heeft is het al eenvoudiger voor ze om Dracula in het nauw te drijven, waarop hij terugvlucht naar Transsylvanië. Mina, de vrouw van Jonathan, staat in verbinding met Dracula doordat hij haar gebeten heeft, zodat ze, wanneer de professor haar onder hypnose brengt, kan vertellen waar hij is. Ze gaan hem achterna en splitsen zich op in groepjes van twee. Van Helsing blijft bij de zieke Mina.
Samen trekken ze richting het kasteel waar Van Helsing naar binnen gaat om Dracula's tombe ontoegankelijk voor de vampier te maken, en de "bruiden" van Dracula uit te schakelen. Uiteindelijk moet er gevochten worden om bij Dracula's kist te komen, zodat de oude Van Helsing dit niet doen kan, en het Morris en Jonathan zijn die Dracula onschadelijk maken.
Van Helsing wordt in het boek door Seward als een vriendelijke en subtiele man beschreven. 

## Naam
Bram Stoker voorzag de naam van zijn personage van het typisch Nederlandse tussenvoegsel “van”. Desondanks is Van Helsing geen typisch Nederlandse naam. Helsing is wel een bekende achternaam in Finland. De voornaam van het personage, Abraham, is gelijk aan die van zijn bedenker, Abraham “Bram” Stoker, wat niet toevallig is.

## Inspiratie
Er zijn meerdere mogelijke bronnen voor het personage Van Helsing. Een is de Duitse taalgeleerde Max Müller, die in Oxford werkte. In een vroeg proefexemplaar van Dracula heette Van Helsing nog Max Windshoeffel. Een andere mogelijke inspiratiebron is Theodore Roosevelts oom, Robert Roosevelt, die zelf een bekend auteur van Nederlandse afkomst was, en op veel punten overeenkomt met Stokers omschrijving van Van Helsing. De arts A.W van Renterghem, die samen met Frederik van Eeden in 1887 als een van de eersten in Nederland een psychotherapeutische praktijk startte, en die Bram Stoker persoonlijk heeft gekend, noemt zich als model voor dokter Van Helsing. Een mogelijk fictief rolmodel is Dr. Hesselius, een occulte dokter uit J. Sheridan Le Fanu’s verhaal In a Glass Darkly.

## Foutjes
Bram Stoker maakte nog wel enkele vergissingen. Zo zegt Van Helsing in passages waarin hij geschokt is "Gott im Himmel", wat Duits is en geen Nederlands.
Dergelijke fouten komen vaker voor in romans en films waarin een vreemde taal wordt gesproken.

## Van Helsing in andere media
Abraham van Helsing komt in vrijwel elke verfilming van het verhaal van Dracula voor. In veel van deze verfilmingen is hij het die in de climax Dracula doodt, hoewel hij dat in het boek niet doet. Tevens komen in veel Dracula-films andere personages voor met de achternaam "Van Helsing". Bekende vertolkingen van Van Helsing zijn:
- Edward Van Sloan in Universal Studios' Dracula
- Peter Cushing in Hammer Films' Dracula-serie
- Frank Finlay in Count Dracula (1977)
- Laurence Olivier in Dracula uit 1979
- Jack Gwillim in The Monster Squad (1987)
- Anthony Hopkins in Bram Stoker's Dracula (1992)
- Mel Brooks in de parodie Dracula: Dead and Loving It (1995)
- Maurice McWill in Dracula 1995
- Christopher Plummer in Dracula 2000 (2000)
- Rutger Hauer in Dracula 3D (2012)
- Thomas Kretschmann in Dracula (2013) (tv-serie) (2013)

In 2004 kreeg Van Helsing zijn eigen film, eveneens Van Helsing genaamd. De Van Helsing in deze film lijkt echter in vrijwel niets op die uit Stokers roman. Zo is hij geen Nederlandse arts, maar een jonge monsterjager die later de aartsengel Gabriël blijkt te zijn. De rol van Van Helsing wordt in deze film vertolkt door Hugh Jackman.
Een andere draai aan het verhaal van Van Helsing en Dracula wordt gegeven in de Japanse mangaserie Hellsing en de gelijknamige animeserie. Hierin is de bekende Van Helsing de eerste van een machtige dynastie van monsterjagers genaamd Hellsing. Het verhaal gaat vrijwel uitsluitend over zijn meest recente nazaat en diens medestrijders.
Van Helsing komt ook voor in veel strips en boeken over Dracula.